# Convención de UNIDROIT sobre arrendamiento financiero internacional
La Convención de UNIDROIT sobre arrendamiento financiero internacional (oficialmente, UNIDROIT Convention on international financial leasing) es un tratado internacional, en vigor desde el 1 de mayo de 1995, con el que se pretende crear un régimen unitario del contrato de arrendamiento financiero internacional que substituya a lo legislado en los diversos ordenamientos jurídicos internos. El ámbito material del tratado se ciñe al leasing financiero de estructura personal tripartita (fabricante - financiador - usuario), pues el legislador decidió excluir tanto el leasing operacional como el de retorno.
El texto del tratado se articula en un total de veinticinco artículos, los cuales, a su vez, se distribuyen en tres capítulos: ámbito de aplicación y disposiciones generales (del artículo 1 al 6), derechos y obligaciones de las partes (del artículo 7 al 14) y disposiciones finales (del artículo 15 hasta el 25). 